# Michel Vandersmissen
Michel Vandersmissen (1958) is een Belgisch journalist en redacteur.

## Levensloop
Vandersmissen studeerde Germaanse filologie. 
Hij begon zijn journalistieke carrière in 1991 als Limburgs correspondent bij Het Nieuwsblad. Vervolgens werd hij achtereenvolgens politiek verslaggever bij Gazet van Antwerpen en economisch journalist bij De Standaard. In augustus 1998 werd hij de eerste hoofdredacteur van Jobat. Zes maanden later keerde hij terug naar De Standaard waar hij eerst chef binnenland werd en later chef economie.
In 2006 keerde hij terug naar Het Nieuwsblad, alwaar hij in 2007 Dirk Remmerie opvolgde als hoofdredacteur. Hij begeleidde er de stopzetting van Het Volk in mei 2008 en de herlancering van De Gentenaar. In oktober 2009 nam hij ontslag als hoofdredacteur van Het Nieuwsblad en ging wederom aan de slag op de economieredactie van De Standaard. Hij werd als hoofdredacteur opgevolgd door het duo Geert Dewaele en Guy Fransen. Vervolgens was vanaf oktober 2011 chef nieuws bij De Morgen. In februari 2013 maakte hij zijn overstap naar Knack bekend, waar hij aan de slag ging als adjunct-hoofdredacteur.